# Ljubiša Spajić
Ljubomir „Ljubiša” Spajić (Belgrád, 1926. március 7. – Belgrád, 2004. március 28.) szerb labdarúgóhátvéd, edző.
A jugoszláv válogatott tagjaként részt vett az 1954-es labdarúgó-világbajnokságon és az 1956. évi nyári olimpiai játékokon, utóbbin ezüstérmet nyertek.